# Teorie sulla differenziazione dell'orientamento sessuale
Le teorie sulla differenziazione dell'orientamento sessuale nel corso della storia sono state innumerevoli, così come i dibattiti se essa sia più o meno volontaria, al giorno d'oggi vi sono forti prove a sostegno di una causa non controllabile.
Tali teorie, che hanno tentato di spiegare il perché dell'esistenza nell'essere umano di diversi "orientamenti sessuali" quali la bisessualità, l'eterosessualità e l'omosessualità, etc.. sono state influenzate dalle più disparate correnti di pensiero. L'asessualità, e in generale le sfaccettature dell'assenza di attrazione vengono prese in considerazione sistematicamente solo in tempi più recenti.

## Premesse
L'orientamento sessuale è attrazione (o non attrazione) fisica, romantica e/o sessuale di una persona verso altre persone. Comprende tre elementi:
- Attrazione sessuale;
- Comportamento sessuale;
- Identità sessuale;

Per alcuni, l'orientamento sessuale è fluido e cambia nel tempo. Per altri è vissuto come profondamente innato e non cambia nel tempo. L'orientamento sessuale e l'identità di genere sono distinti e l'uno non può essere dedotto dall'altro.
Si ricordi che i termini di classificazione dell'orientamento sessuale sono nati di per sé da un concetto di devianza da alcuni scritti di Karl-Maria Kertbeny alla fine del XIX secolo. L'indagine stessa sull'orientamento sessuale è nata con il definitivo consolidarsi della scienza moderna e con la società moderna. In tempi anteriori qualsiasi indagine in tale campo è assente, sia per motivi sociali, sia per mancanza di reale interesse al riguardo.
Alfred Kinsey, nella seconda metà del XX secolo, espresse il suo disappunto verso termini rigidi a proposito dell'orientamento sessuale, per questo introdusse il concetto di scala Kinsey, uno dei primi tentativi di introdurre il concetto di una sessualità umana fluida le cui sfaccettature non siano rappresentate a compartimenti stagni, ma secondo un criterio di gradualità anche nel medesimo individuo, a seconda delle circostanze. Contribuendo quindi ad aprire studi indaganti l'attrazione verso particolari caratteri (es. singoli o collettivi) e/o fenotipi.
Indagare l'orientamento sessuale in quanto tale, e i suoi caratteri, è ben diverso dall'indagare  la differenziazione dell'orientamento sessuale ;quest'ultima prescinde il bisogno di trovare una causa a qualcosa che non necessariamente è causato univocamente o che può essere visto unicamente come o uno o l'altro senza tenere conto della linea temporale del vissuto dei singoli individui e della complessità che la persona umana e il mondo vivente ha.

## Il dibattito sulle teorie sulla differenziazione dell'orientamento sessuale
In generale si possono suddividere le teorie esistenti in cinque categorie, a seconda del tipo di fattore che si ritiene determini (o predisponga) l'orientamento sessuale.
1. Teorie facenti riferimento al determinismo biologico, secondo il quale sarebbero fattori biologici (in particolare ormonali e/o genetici) a determinare o predisporre l'orientamento sessuale.
2. Teorie facenti riferimento al dominio della psicologia che analizzano il comportamento e l'orientamento sessuale in termini di mente o di esperienze e che ricollegano l'orientamento sessuale allo sviluppo psichico infantile.
3. Teorie facenti riferimento alla omosessualità come malattia e due teorie che rifiutano il concetto di "tendenza omosessuale", e quindi la ricerca delle sue "cause".
4. Da un punto di vista filosofico/antropologico, alcuni studiosi analizzano la genealogia dell'orientamento sessuale, formulando ipotesi sull'origine di tutte categorie che descrivono la sessualità e criticandone l'espressività. Da queste considerazioni e da analoghe considerazioni sulla natura del corpo e della sua rappresentazione si sviluppa la cosiddetta "teoria queer".
5. Da un punto di vista di alcune religioni, esistono teorie che spiegano il comportamento omosessuale in termini di "vizio".

## Teorie genetiche biologiche e sociali
Alcuni studi hanno avanzato l'ipotesi che nella genesi dell'omosessualità possano essere coinvolti fattori genetici o biologici. In alcune vecchie ricerche sarebbero stati rinvenuti in omosessuali maschi livelli di androgeni più bassi del normale. Ma l'indirizzo recente delle più accreditate scuole di endocrinologia dimostra invece il contrario: non sussiste alcuna differenza di profilo e qualità ormonale tra i maschi omosessuali e quelli eterosessuali. In altri lavori è stata anche descritta una risposta anomala all'inoculazione di estrogeni con aumento della concentrazione di ormone luteinizzante.
Da ciò si è ipotizzato che gli estrogeni, qualora presenti in concentrazione normale durante lo sviluppo prenatale, siano capaci di determinare un orientamento sessuale caratterizzato da interesse nei confronti delle donne mentre una diminuzione di tali ormoni (o un'insensibilità tissutale alla loro azione) determinerebbe la comparsa di un orientamento sessuale verso i maschi. È da riferire comunque che i dati ottenuti da questi studi non sono stati confermati da lavori successivi.
A sostegno dell'ipotesi descritta, è stata portata anche la constatazione che bambine sottoposte a livelli eccessivi di ormoni maschili durante la gestazione tendono a essere più aggressive e meno femminili. . Questa associazione è errata in quanto la mascolinità nelle femmine o femminilità nei maschi non si accompagna di pari passo con l'omoaffettività. Uno studio del 1977 aveva indicato una correlazione tra l'omosessualità femminile e la quota di testosterone plasmatico, in ciò anche sostenuto da un altro lavoro che suggeriva che i livelli di alcuni ormoni potessero essere anomali nei casi di lesbismo primario (dall'autore definito, tra l'altro, come una situazione in cui non si siano avuti mai rapporto eterosessuali) ma lavori successivi non hanno dato conferma a tali dati.
Studi su coppie di gemelli, separati alla nascita, di cui almeno uno dei due abbia successivamente rivelato un comportamento omosessuale, mostrano una concordanza di tale orientamento nel 20% dei casi in coppie dizigote e del 50% in quelle monozigote. Pare, inoltre, che maschi omosessuali tendano ad avere un maggior numero di fratelli anch'essi omosessuali rispetto agli eterosessuali.
Altri lavori, inoltre, hanno constatato come maschi omosessuali tendano ad avere un maggior numero di fratelli più grandi. Attualmente si ritiene che l'ordine di nascita costituisca un fattore predittivo per lo sviluppo di un comportamento omosessuale.
Sebbene all'inizio tale situazione fosse portata come sostegno a favore dell'ipotesi d'una base genetica dell'omosessualità, successivi lavori hanno proposto differenti spiegazioni (soprattutto di tipo sociale) dei fenomeni citati per cui la questione risulta ancora molto discussa.
Sono stati pubblicati anche lavori che hanno ricevuto una forte attenzione dagli scienziati e dai mezzi d'informazione:
Nel 1991, sulla rivista Science, apparve un articolo che riferiva che le cellule di una specifica regione dell'ipotalamo anteriore erano più piccole in maschi omosessuali e nelle donne rispetto ai maschi eterosessuali. In merito a tale articolo, comunque, è da notare che uno studio successivo non ha confermato i risultati del lavoro precedente.
Contestualmente, fecero notare che, sebbene le due medie si potessero considerare dal punto statistico significativamente differenti, i dati pubblicati mostravano invece che il range delle dimensioni dei due gruppi erano virtualmente gli stessi, poiché si potevano riscontrare casi di omosessuali in cui l'area ipotalamica interessata era più grande di quella di molti eterosessuali, e viceversa. Si tratta però di un comportamento frequentemente riscontrabile in campioni statistici con media differente e che avviene anche per molte altre caratteristiche biologiche, per esempio la differenza di altezza fra le popolazioni africane (più alte) e quelle caucasiche (più basse) è reale, cioè in media gli individui appartenenti alla prima popolazione sono più alti di quelli della seconda, che sempre in media risultano più bassi, questo ovviamente non significa che non si possano trovare persone di origine caucasica più alte di persone di origine africana. Si può solo dedurre che, pur esistendo una differenza statisticamente significativa rilevabile fra le altezze, l'altezza dell'individuo non può essere considerata, presa a sé, un indice per dedurne l'origine etnica; infatti Hubbard and Wald rivelano che "... nonostante i gruppi mostrarono qualche differenza come gruppi, non c'era nessun modo per dire nulla sull'orientamento sessuale di un individuo guardando il suo ipotalamo."
Nel 1993, sempre sulla rivista Science, apparve un articolo che indicava come in un gruppo di 40 famiglie con due fratelli omosessuali venisse condivisa una regione subtelomerica del braccio lungo del cromosoma X (regione Xq28). Riguardo a questo secondo studio, invece, alcuni degli autori pubblicarono un secondo lavoro nel quale venne riconfermata la correlazione tra la regione Xq28 e l'omosessualità precedentemente descritta ma si vide ch'essa sembrava valere solo per i maschi e non per le femmine Si noti, tuttavia, come nel 1999 venne pubblicato uno studio di altri autori che fallì nel rintracciare la correlazione tra il comportamento omosessuale e la regione Xq28.
Studi di genetica hanno dimostrato come l'omosessualità sia ereditata primariamente per via materna e con le caratteristiche di un carattere multifattoriale, infatti i soli geni non sono sufficienti a sviluppare un orientamento sessuale di quelli esistenti, ma l'ambiente da solo (come si evince nello studio dei gemelli separati alla nascita) non è in grado di determinarne lo sviluppo.
Un gruppo di ricercatori italiani composto dai professori Andrea Camperio Ciani, Dipartimento di Psicologia Generale dell'Università di Padova, Giovanni Zanzotto, Dipartimento di Metodi e Modelli matematici dell'Università di Padova, e Paolo Cermelli, Dipartimento di Matematica dell'Università di Torino ha cercato di dimostrare le basi biologiche dell'omosessualità. Il modello della “selezione sessualmente antagonista” è stato selezionato tra i tanti messi sul tavolo a inizio della ricerca e prevede che almeno un fattore genetico deve essere contenuto nel cromosoma sessuale X, quello trasmesso ai maschi solo dalle madri. Ma i geni trasmessi devono essere due, uno appunto nel cromosoma X, e un secondo contenuto in un altro cromosoma non sessuale.
In sostanza, sembra che la natura “metta in naturale conto” alcuni casi di omosessualità maschile pur di garantirsi un alto numero di probabilità di avere femmine feconde che mantengono e diffondono la specie.
Questo tipo di evoluzione, che è uno dei fattori che contribuiscono al mantenimento di un'alta variabilità genetica, era stato dimostrato negli insetti, negli uccelli e in alcuni mammiferi ma, fino a oggi, mai nell'uomo. Le teorie sul differenziamento, se di tipo biologico, non dovrebbero essere diverse se si tratta di uomini o di animali, un'eventuale diversità da ulteriori stimoli alla ricerca in tale campo, per questo sono necessari ulteriori studi anche nelle popolazioni animali più disparate.

### Teorie comportamentali
Nell'ambito delle scienze del comportamento alcuni studiosi ritenevano che l'orientamento omosessuale potesse essere dovuto a problemi nella fase di riconoscimento-identificazione con il genitore del medesimo sesso e/o con il gruppo. In quest'ottica l'omosessualità apparirebbe quindi come un'alterazione del comportamento, che potrebbe essere modificata con una terapia mirata. L'Organizzazione mondiale della sanità (OMS) ha sconfessato queste teorie e l'omosessualità è stata tolta dal novero dei disturbi del comportamento, dalla metà degli anni 80 è stata corretta questa visione e l'omoaffettività non appare più nel DSM IV.

### Teoria freudiana e psicoanalisi
La presenza e il comportamento del padre sarebbero molto importanti in età infantile, in particolare nel periodo in cui il soggetto attraversa il complesso di Edipo.
Secondo la teoria freudiana, una figura materna molto più "forte" di quella paterna - per esempio, che rifiuti apertamente l'autorità del marito - indirizza il bambino (maschio) in una particolare evoluzione di tale complesso: al bambino viene data la possibilità di identificarsi (in modo del tutto inconscio) con la madre nel tentativo di abbattere l'autorità paterna, che il bambino, per la stessa natura del complesso di Edipo, già sente inconsciamente come una minaccia (l'altra possibile evoluzione del complesso consiste nella progressiva identificazione con il padre). Ciò sarebbe determinante - o almeno molto influente - per la scelta di un oggetto d'amore maschile piuttosto che femminile.
Secondo Freud esistono due tipi di omosessualità: una "latente" o inconscia, normalmente presente in tutti gli individui (anche negli eterosessuali), l'altra detta "omosessualità manifesta", che è quella che si ritrova nei soggetti comunemente definiti come omosessuali.
La prima delle due va considerata come un "residuo" di uno specifico stadio dell'evoluzione sessuale del bambino.
È necessaria una piccola premessa. Secondo la teoria freudiana, il bambino è dotato di una sorta di "energia sessuale". Bisogna tener presente che ciò che Freud intende con il termine "sessuale" è qualcosa di molto più vasto di quanto comunemente si intenda; per Freud il campo d'azione di questa energia si estende anche ad attività che hanno a che fare poco o niente con quanto si attribuisce comunemente all'ambito della sessualità, ad esempio all'attività artistica e all'indagine scientifica. Quando Freud afferma che il bambino è dotato di energia sessuale, pertanto, egli non si riferisce alla sessualità come comunemente la si intende e come si manifesta psichicamente e fisicamente negli adulti.
Dunque, durante il suo sviluppo il bambino cercherebbe diverse destinazioni verso le quali far confluire tale energia. In una prima fase, il bambino rivolge tale energia verso sé stesso; in una seconda fase, verso gli individui del suo stesso sesso (perché dotati di genitali simili ai propri); nella terza, verso individui di sesso opposto. L'omosessualità latente sarebbe allora il "residuo" della seconda fase. Freud afferma che essa sia sottoposta a un processo di "sublimazione", per cui essa continuerebbe a manifestarsi in modo "nascosto". Ad esempio, egli sostiene che la carriera militare sia un esempio di tale sublimazione, perché caratterizzata dalle rigide regole imposte, dal cameratismo e altro. D'altra parte, per Freud tutte le più alte attività umane - tra cui, come già detto, l'attività artistica e quella intellettuale - sono il frutto di sublimazioni di pulsioni sessuali inconsce di vario tipo.
Per Freud l'omosessualità latente è un fattore che si riscontra in tutti gli individui, a prescindere dalla presenza o meno dell'omosessualità manifesta e con la quale ha ben poco a che vedere. Sono apparse frasi che approfittano di questa concezione affermando semplicisticamente che, in fondo, "tutti sono un po' omosessuali dentro". Ebbene, da quanto sopra esposto si può facilmente dedurre che tali frasi giocano sulla doppia valenza della parola "omosessualità" (latente o manifesta).

### Altre teorie

#### Teoria della parità di attrazione
L'orientamento eterosessuale corrisponde all'attrazione per persone di sesso diverso dal proprio; le persone che hanno un orientamento omosessuale, invece, si sentono attratte emotivamente, fisicamente e sessualmente da individui dello stesso sesso. L'omosessualità, infatti, si connota con il desiderio di amare, desiderare e autoidentificarsi con persone del proprio sesso, e non quindi esclusivamente e semplicisticamente con atti sessuali. Un modello di costruzione progressiva delle fasi dell'identità omosessuale è stato proposto da Vivienne Cass.
È dunque molto importante dire che essa è una condizione esistenziale con contenuti psicologici di affettività, progettualità, relazione, e così via.
Gli studi condotti dal professor Fernández dell'Università di Madrid hanno portato alla stesura di uno strumento diagnostico per l'individuazione della tipologia di attrazione sessuale: il CAS (Cuestionario de Atracción Sexual). Secondo questo strumento le persone, indipendentemente dal sesso biologico o dall'identità di genere, vengono classificate come:
- attratte dalle femmine
- attratte dai maschi
- attratte da entrambi i sessi
- non attratte da nessun sesso

Questa ricerca dimostra inoltre che i meccanismi di attrazione non sono influenzati dal sesso o dal genere ma solo dall'oggetto a cui si rivolgono: un uomo eterosessuale e una donna omosessuale sono attratti secondo le medesime modalità da una donna e così via per gli altri casi.

#### Teoria epigenetica della fitness di gruppo
Il cardiologo e divulgatore americano James O'Keefe in un suo TEDx Talk dell'ottobre 2016 presentò un'ulteriore ipotesi sull'origine evolutiva dell'omosessualità. Questa si sarebbe evoluta per migliorare l'interconnessione e la resilienza del gruppo parentale. I tratti psicologici che tendono a coincidere con l'orientamento omosessuale sono: l'aumento del QI e una maggiore intelligenza emotiva, con minore aggressività fisica. Attraverso una complessa interazione di epigenetica, genetica e ambiente, persone omosessuali nascerebbero più spesso in famiglie numerose, specialmente nel caso di bambini con più fratelli maggiori, come già indicato sopra, o in presenza di stress prenatale in fase di gravidanza. In questi contesti, l'omosessualità sarebbe determinata in gran parte tramite cambiamenti epigenetici nel feto in via di sviluppo in risposta alle richieste dell'ambiente materno. La nascita di un membro omosessuale aiuterebbe a ridurre le pressioni di sovrappopolazione a livello familiare ed a sostenere il gruppo in situazioni di difficoltà. L'individuo gay tenderebbe inoltre a migliorare il legame emotivo della propria famiglia e dei propri amici, migliorando così la forza di sopravvivenza degli individui, riducendo la competizione e le tensioni all'interno del gruppo. Questo potrebbe far luce sul problema evolutivo concernente la conservazione dell'omosessualità. Carattere non necessariamente trasmissibile direttamente, ma legato a un contesto di fitness di gruppo; si conserverebbe dunque come tratto per via parentale, ma sempre e solo tramite meccanismi probabilistici dell'avverarsi dell'evento. Un gruppo con maggiori probabilità ad avere individui attratti dallo stesso sesso, ha maggiori probabilità di avere migliori cure parentali e quindi migliore fitness di gruppo. Tutto questo, però, delega l'esistenza dell'omosessualità: all'esistenza di gruppi; a un medio-alto indice di fecondità degli stessi e a una possibilità ambientale di poter effettuare cure parentali. Per quanto la teoria epigenetica della fitness di gruppo sia tuttora la teoria evolutiva a sostegno dell'omosessualità più accreditata e valida, nonostante i limiti presentati, essa dovrà essere sviluppata a integrata con le altre teorie esistenti (come quella della discendenza matrilineare) o che verranno. Infatti la ricerca in questo ambito è spesso limitata a studi con popolazioni omosessuali maschili, in cui il tratto potrebbe essere maggiormente ereditabile parentalmente, trascurando analisi coinvolgenti anche le popolazioni omosessuali femminili o considerando come parametro anche la bi-sessualità in ambedue i generi.

### Teorie confutate o dubbie

#### Teoria riguardante l'adolescenza
In età adolescenziale, sembrerebbe rilevante, ai fini di un'evoluzione omosessuale della persona, l'accettazione o meno da parte dei coetanei e del gruppo. È bene ricordare però che gli psicologi attuali tendono a negare che la mancata accettazione da parte di un gruppo di coetanei spieghi soddisfacentemente la nascita di un orientamento omosessuale, essendo anche questo solitamente causa di un maggiore rifiuto da parte dei compagni durante l'età adolescenziale.

#### Teoria dell'invidia
Un individuo, in particolare se nella fase della crescita, che ha bassa autostima o si sente inferiore rispetto a suoi pari potrebbe sviluppare l'omosessualità come risposta di emulazione o invidia nei confronti di individui del suo stesso sesso i quali si rispecchiano nell'immagine ideale che esso vorrebbe di sé. Dunque l'omosessualità è indotta da un desiderio di similitudine nei confronti della persona da cui ci si sente attratti oppure da un desiderio di supremazia o sottomissione nei suoi confronti. Spesso però la bassa autostima che si osserva all'inizio è causata da una inconscia non accettazione della propria sessualità dunque questa non può essere una ragione sufficiente.

#### Teoria delle similitudini
Talvolta l'individuo omosessuale può percepire di essere attratto dagli individui dello stesso sesso perché simili a sé, e dunque più comprensibili, e di più facile sintonia affettiva-sessuale. Questo però non è supportato dalle teoria di genere, in quanto la sintonia tra due persone a meno di ragioni sociali, è causata a sua volta dall'orientamento sessuale.

## Problemi di carattere sociale concernenti la classificazione dell'orientamento sessuale
Nell'ultima edizione del Manuale Diagnostico e Statistico dei Disturbi Mentali (DSM IV-TR, 2000) l'omosessualità non occupa più alcuna casella diagnostica. Questa posizione è stata fatta propria anche dall'OMS nel 1993, e così sul piano scientifico è stata posta fine alla criminalizzazione, colpevolizzazione e medicalizzazione di questo comportamento umano.
Malgrado ciò, tutt'oggi permane, in una parte della società, un atteggiamento discriminatorio di rifiuto, condanna e patologizzazione dell'omosessualità.
Questo atteggiamento pregiudiziale e radicato nella coscienza di figure importanti di riferimento quali genitori, insegnanti, medici e così via determina sensi di colpa e induce bassa autostima nelle persone che si scoprono omosessuali, le quali si allontanano dal proprio sentire per paura di essere rifiutate e si condannano così a vivere relazioni senza libertà purché in sintonia con le richieste di società e cultura, subendo così ripercussioni psicologiche talvolta rilevanti.
Le discriminazioni e le condanne di un orientamento sessuale rispetto a un altro sono ancora presenti, specialmente in zone arretrate culturalmente, dove la popolazione è fortemente influenzata da una cultura religiosa-sociale opprimente su questo piano o se sussiste un'idea di sessualità standardizzata con rifiuto di pratiche considerate non consone o tabù.
In tempi passati e antichi, in Italia l'omosessualità era accostata al peccato di sodomia o addirittura legata alla pedofilia (in un clima sociale dove i bambini erano ritenuti più facili "prede" di omosessuali), il bisogno della religione di intervenire nella vita privata delle persone, in particolare per quanto riguarda gli usi alimentari e sessuali era giustificato dalla presunta mancanza di auto-controllo della popolazione stessa, la quale dotata di poche conoscenze poteva contrarre malattie di origine alimentare o venerea. La discriminazione dunque può essersi sviluppata da un'osservazione empirica dei problemi che insorgevano da un'eccessiva promiscuità sessuale. Queste ragioni ormai non sussistono più, ma si è assistito a un ritorno di discriminazioni con il crescere del bisogno di affermazione di genere, la quale non ha nulla a che fare con l'orientamento sessuale.
Bisogna chiarire univocamente che l'orientamento sessuale non è una scelta e se anche lo fosse non è comunque modificabile in modo volontario.
Negli anni '80 un'ulteriore causa di discriminazione fu l'AIDS associato fin dalle origini con comportamenti etichettati come trasgressivi, come l'omosessualità. Nella società civile la persona che ha contratto l'infezione da HIV era vista innanzitutto come portatrice di una malattia ‘giudicata’. L'omosessuale era un problema in quanto portatore di malattie.

## Problemi di metodo di ricerca
Esaminando le teorie proposte per spiegare le cause dell'omosessualità, è evidente l'assenza di un nucleo minimo di dati che riesca a ottenere il consenso di una maggioranza dei ricercatori. Da questo punto di vista, quindi, è lecito affermare che al momento attuale la "causa" dell'omosessualità non è nota, e che a proposito abbiamo, per ora, unicamente ipotesi.
Questo non vuol dire che sia filosoficamente impossibile arrivare a dare una risposta a questa domanda. Significa solo che, al momento attuale, nessuna teoria eziologica è riuscita a raggiungere il livello minimo di verificabilità richiesto dalla scienza per definire "vera" una teoria.
Il limite di queste ricerche è stato, finora, la ricerca di una spiegazione della "genesi dell'omosessualità" che prescinde dalla domanda sulla "genesi dell'eterosessualità". Una parte eccessiva di tali ricerche postula infatti l'eterosessualità come un dato che esiste in sé e per sé, che non ha bisogno di spiegazioni, che non ha uno sviluppo, che non ha una storia diacronica ma è un dato fisso, eterno, uguale a sé stesso da tutti i secoli e nella vita di ogni singolo individuo. Il che equivale, dal punto di vista metodologico, a voler spiegare cosa sia il ghiaccio rifiutando di sapere cosa siano l'acqua o il vapore: un approccio scientifico che postulasse, a priori, che acqua e ghiaccio sono realtà diverse, non studiabili contemporaneamente, non otterrebbe in effetti "spiegazioni" più di quante ne abbia ottenute la ricerca sulle cause dell'omosessualità.
Una ricerca sulle cosiddette "cause" dell'omosessualità potrà quindi ambire a uno status scientifico soltanto se:
- riesce a spiegare lo sviluppo della intera sessualità umana, e non solo della piccola frazione che si esprime in modo omosessuale. Da questo punto di vista, quindi, gli studi dovrebbero essere indirizzati in primo luogo a capire la genesi dell'eterosessualità, che è il comportamento sessuale prevalente nella società. Viceversa, la ricerca su questo tema non suscita alcun entusiasmo. In questa anomalia si riscontra un bias (distorsione) da parte dei ricercatori, che evitano di studiare ciò che la società giudica in-discutibile, concentrando la ricerca su ciò che invece è giudicato "controverso". In tal modo però si pretende di comprendere l'eccezione senza avere una chiara idea di quale sia la regola. Questo non è un metodo scientifico valido, e non a caso dopo un secolo e mezzo di studi non si è ancora avuto alcun risultato indiscutibile.
- riesce a spiegare la presenza, all'interno del mondo animale, della tendenza omosessuale (sarebbe più corretto dire bisessuale, visto che gli animali, comunque non hanno repulsione sessuale nei confronti di animali di sesso opposto, come invece avviene tra umani). Qualunque spiegazione eziologica che si limiti al solo dato culturale ignora il fatto che l'omosessualità esclusiva è stata osservata in moltissime specie animali. Qualunque spiegazione che si limiti al solo dato biologico, invece, ignora il fatto che la sessualità è, per la razza umana, un dato niente affatto "puramente biologico", ma è fortemente plasmato dalla cultura. Dunque, una spiegazione eziologica deve essere in grado, per essere soddisfacente, di tenere presenti entrambi questi aspetti. Cosa che nessuna delle proposte presentate fino a oggi è stata in grado di fare.
- riesce a spiegare quale sia il vantaggio riproduttivo che consente al comportamento omosessuale di non essere eliminato dalla selezione naturale. Infatti, se non esistesse un elemento vantaggioso nel fattore, qualunque esso sia, che causa l'omosessualità esclusiva, allora non si spiegherebbe la sua perpetuazione, nonostante essa incida sull'aspetto su cui la selezione naturale è massimamente sensibile: la riproduzione. Da questo punto di vista, il modello teorico della spiegazione potrebbe essere simile a quello che spiega in quale modo i difetti genetici causa delle talassemie non sono stati eliminati dal pool genetico delle popolazioni viventi nelle aree colpite dalla malaria. In forma omozigote, infatti, il gene difettoso provoca anemia e morte, ma se è presente in una sola copia, allora conferisce alla prole resistenza alla malaria. Chi invece non possedesse affatto il gene difettoso sarebbe maggiormente soggetto ad ammalarsi e morire di malaria, e quindi perpetuerebbe meno i propri geni, per quanto essi siano "sani".

Il problema epistemologico è stato espresso in modo chiaro, sia pure paradossale, da Helena Cronin, Il pavone e la formica, Il Saggiatore, Milano 1995, p. 378:
"Consideriamo lo sconcertante comportamento evoluzionistico dell'omosessualità. Esso potrebbe essere un adattamento, come hanno suggerito alcuni autori (per es. Trives, R.L., Parent-offspring Conflict, in "American Zoologist", 14 1974, p. 261; Wilson, E. O., Sociobiologia: la nuova sintesi, Zanichelli, Bologna 1979, pp. 561-562; Wilson, E. O., On Human nature, Harvard University Press, Cambridge 1978, pp. 142-147), o una patologia, come ha sostenuto da molto tempo la maggior parte degli esponenti della professione medica.
Ma (secondo Ridley, Mark e Dawkins, Richard, The natural selection of altruism, in Rushton, J.P. e Solentino, R.M. (a cura di), Altruism and helping behavoir, Lawrence Erlbaum, Hillsdale, New Jersey 1981, pp. 32-33), se esistono "geni dell'omosessualità", potrebbero essere geni che, nel nostro ambiente pleistocenico - che differiva dal nostro mondo moderno sotto alcuni aspetti cruciali (come per esempio il fatto di dormire sempre con i genitori e mai da soli) - dovettero esprimersi in modo del tutto diverso, forse come una capacità utile di percepire l'odore della preda o di arrampicarsi rapidamente su alti alberi.
Non si devono ovviamente prendere sul serio i particolari di questo esempio fantasioso, mentre va preso sul serio il modello di come dobbiamo concepire l'espressione fenotipica".

## La cancellazione dell'omosessualità dal DSM

### La revisione del 1973
Nel 1973 la American Psychiatric Association (APA) prese atto dell'assenza di prove scientifiche che giustificassero la precedente catalogazione dell'omosessualità come patologia psichiatrica, cancellandola dal suo elenco delle malattie mentali, il Diagnostic and Statistical Manual of Mental Disorders.
La decisione arrivò solo dopo un sofferto dibattito, durato decenni, aperto dalle ricerche di Evelyn Hooker su soggetti non psichiatrici (soprattutto dal suo fondamentale "The adjustment of the male overt homosexual", del 1957), e accelerato da un'azione di contestazione da parte di psichiatri vicini alle idee del neonato movimento di liberazione omosessuale.
Il capofila di questa battaglia fu lo stimato psichiatra (non gay) Judd Marmor (1910-16 dicembre 2003), autore di numerosi studi in materia di omosessualità, che sarebbe successivamente stato presidente dell'APA nel 1975-1976.

### L'opposizione alla revisione
Tuttavia alcuni psichiatri, guidati da Irving Bieber e Charles Socarides, contestarono aspramente la revisione dell'elenco, sostenendo che l'omosessualità è sempre una patologia e che è possibile (anzi, è doveroso) curarla. Allo scopo di contrastare la revisione dell'elenco delle malattie mentali avanzarono inoltre una richiesta insolita, ottenendo che la cancellazione dell'omosessualità fosse sottoposta a un vero e proprio referendum tra tutti gli iscritti all'APA.
Il referendum, tenuto per posta, confermò comunque la decisione favorevole alla cancellazione.
Gli oppositori della decisione continuarono, tuttavia, la loro lotta per il reinserimento dell'omosessualità nell'elenco delle malattie mentali, sia dentro sia fuori dell'APA, fondando anche apposite organizzazioni, come il Narth, spesso d'ispirazione religiosa, il cui fine è che "sia garantito agli omosessuali il diritto a farsi curare", sostenendo l'inesistenza di una prova scientifica che certifichi che l'omosessualità sia il risultato di un determinismo genetico o biologico innato, e perorando la teoria (senza comunque fornire prove a sostegno) che sia il risultato di un processo di un'evoluzione psicologica deviata dalla norma.
I principali studiosi che oggi criticano tale decisione sono lo psicologo cattolico Joseph Nicolosi (presidente del Narth), e lo psichiatra olandese Gerard van den Aardweg.
Gli oppositori criticano la cancellazione obiettando che la condizione di malattia mentale non può essere decisa attraverso il voto a maggioranza. Tale obiezione nasconde, però, il fatto che tale anomala procedura fu voluta gli stessi oppositori alla revisione, rifiutando, invece, una decisione che veniva presa sì a seguito di un'indagine e di comprovate evidenze scientifiche.

### L'ulteriore revisione del 1987: omosessualità "ego-sintonica" ed "ego-distonica"
A tutto ciò va aggiunto il fatto che, contrariamente a quanto si crede, l'omosessualità non fu affatto cancellata in quanto tale dal manuale dell'APA, tant'è che fino al 1992 fu negata l'iscrizione delle persone dichiaratamente omosessuali all'APA. In un primo momento, infatti, dall'elenco fu depennata solo la cosiddetta "omosessualità ego-sintonica", ossia la condizione dell'omosessuale che accetta la propria tendenza e la vive con serenità.
Viceversa, nell'elenco dell'APA rimase fino al 1987 la "omosessualità ego-distonica", ossia il caso della persona omosessuale che non si accetta come tale; a questa persona i terapeuti potevano continuare a proporre cure mirate all'orientamento eterosessuale.
Questa decisione, giudicata di compromesso, oltre a non soddisfare gli oppositori della cancellazione, suscitò molte critiche sia del movimento di liberazione omosessuale, sia di una parte consistente degli iscritti dall'APA, secondo i quali il compito della loro professione era aiutare l'"omosessuale ego-distonico" a diventare "sintonico", ossia ad accettarsi come tale, e non modificarne la tendenza sessuale.
Tale contestazione si basava sul fatto che le ricerche compiute in quegli anni, sottoponendo a revisione critica le nozioni date per scontate nei decenni precedenti, stavano evidenziando numerosi problemi metodologici che ne mettevano in dubbio l'attendibilità scientifica.

### Le critiche alle ricerche precedenti
Fra i difetti e le forme di bias più comuni nelle ricerche sull'omosessualità fino ad allora effettuate apparivano:
1. limitatezza del campione studiato. Alcune teorie erano state formulate su campioni ridottissimi, anche inferiori alle dieci persone, e i risultati erano statisticamente non significativi.
2. mancanza di un gruppo di controllo. Alcune teorie erano state formulate senza verificare se le condizioni riscontrate in persone omosessuali fossero presenti anche in un gruppo di controllo di persone eterosessuali di condizione simile. In altri casi il gruppo di controllo era presente, però era stato confrontato un campione di omosessuali con disturbi psichiatrici e un campione di eterosessuali privi di disturbi.
3. bias di selezione del campione di studio. La gran parte degli studi sugli omosessuali era stata compiuta su pazienti psichiatrici, e i disturbi da essi provati erano stati attribuiti all'omosessualità. Gli studi di Evelyn Hooker su omosessuali non psichiatrici, al contrario, non riscontrarono differenze sulla percentuale di persone ben integrate ("well adjusted") che era presente nel campione di omosessuali e nel campione di controllo, composto da eterosessuali non psichiatrici. Un'altra forma di bias consisteva nell'accettazione in terapia solo di pazienti bisessuali o "sessualmente confusi" (per esempio prostituti adolescenti), con l'esclusione degli omosessuali "confermati". In questi casi, la percentuale di "guarigioni" risultava altissima, ma solo per il fatto che le persone "in cura" non erano mai state omosessuali.
4. bias di altro tipo. L'argomento dell'omosessualità, che è stato oggetto per secoli di pregiudizi radicati, richiede un approccio particolarmente cauto per evitare che i pregiudizi influiscano sui risultati finali. In una situazione del genere, la scienza applica il procedimento del "doppio cieco". Nel caso delle ricerche sull'omosessualità, invece, questo metodo non era stato praticamente mai usato.
5. mancanza di follow-up. Alcuni terapeuti vantavano altissimi tassi di "guarigione" di omosessuali, che pubblicizzavano anche attraverso pubblicazioni dirette al grande pubblico. Molti però omettevano di riferire se col passare del tempo i pazienti fossero tornati o meno al loro comportamento precedente. Alcune ricerche in tal senso andavano rivelando percentuali significative di ritorno al comportamento omosessuale.
6. non replicabilità degli studi. L'elevata percentuale di "guarigioni" vantata da un certo autore non aveva luogo quando la medesima terapia veniva tentata da altri suoi colleghi.

La credibilità e l'efficacia delle terapie dell'omosessualità venne quindi messa in questione fra gli stessi iscritti all'APA da tutti questi motivi assieme, e non da un unico motivo, fosse pure un'azione di lobbying da parte del movimento gay statunitense.
Il quale giudicava come la prova d'una discriminazione l'assenza nel manuale diagnostico di una corrispondente categoria per l'"eterosessualità ego-distonica", e chiedeva la cancellazione pura e semplice dell'omosessualità dal manuale stesso.
Tuttavia, descrivere (come fa Narth) la decisione dell'APA quale "cedimento" di fronte alle proteste del movimento gay si può fare solo a patto di cancellare i risultati di alcuni decenni di ricerche scientifiche. La decisione dell'APA ebbe infatti basi scientifiche e non politiche, anche se è corretto affermare che la pressione politica esercitata dal movimento gay contribuì ad accelerare il processo decisionale, mentre ciò non accadde invece nel caso dell'OMS.

### Il DSM e le revisioni del 1974 e 1994
In questo secondo caso, l'omosessualità era stata inclusa nel primo DSM (Manuale diagnostico e statistico dei disturbi mentali) fra i “disturbi sociopatici di personalità”; nel 1968 il DSM II la classificava come “deviazione sessuale” insieme con pedofilia, necrofilia, feticismo e transessualismo, infine nel 1974 fu eliminata l'omosessualità ego-sintonica dal DSM III, ma vi fu aggiunta l'omosessualità ego-distonica.
Dal DSM l'omosessualità ego-distonica sarebbe stata cancellata soltanto con decisione presa il 17 maggio 1990, destinata a entrare in vigore a partire con la promulgazione della nuova edizione del DSM IV, il 1º gennaio 1994.

## Situazione attuale: DSM e ICD
Nella versione attuale del DSM (American Psychiatric Association, DSM-IV-TR, 2000), in relazione ai Disturbi Sessuali NAS, viene descritta una diagnosi che prevede per qualsiasi orientamento sessuale (bisessuale, eterosessuale e omosessuale) un "persistente e intenso disagio collegato al proprio orientamento sessuale".
Nella versione del 2007 dell'ICD (International Classification of Deseases), stilato dall'OMS, le patologie correlate all'orientamento sessuale sono incluse nella categoria "Disorders of adult personality and behaviour", nella sottocategoria "Psychological and behavioural disorders associated with sexual development and orientation". All'interno, dopo la seguente nota: "Sexual orientation by itself is not to be regarded as a disorder", i diversi orientamenti sessuali (bisessualità, eterosessualità e omosessualità) vengono citati di concerto e in egual misura in relazione a possibili disturbi:
(World Health Organization, 2007)
(World Health Organization, 2007)
(World Health Organization, 2007)
Come si nota, tutto ciò è riferito indifferentemente sia a persone con orientamento eterosessuale, sia a persone con orientamento omosessuale, senza più fare riferimento specifico alla sola omosessualità.
Dopo la cancellazione dell'omosessualità ego-distonica dalla lista dell'OMS, la posizione ufficiale del mondo scientifico, sia negli USA, sia negli altri Paesi occidentali, è che l'omosessualità di per sé costituisce "una variante naturale del comportamento sessuale umano" e che non ci sono prove scientifiche che dimostrano che le terapie di conversione siano efficaci.
In Italia il compito dell'operatore della salute mentale (psicologo, psichiatra, psicoterapeuta) di fronte a un caso di omosessualità ego-distonica è pertanto aiutare il paziente ad armonizzare la sua tendenza con il resto della personalità in modo ego-sintonico, e non quello di modificarne la tendenza.
Posizioni in contrasto con questo enunciato sono contrarie alla posizione ufficiale degli albi professionali degli operatori della salute mentale.
Tuttavia esiste una posizione minoritaria a sostengono della cosiddetta "libertà di scelta" della persona ad aderire ugualmente a terapie per la modificazione del loro orientamento sessuale; tra questi vi è l'ex Presidente della American Psychological Association, Robert Perloff che si è espresso a favore in una conferenza tenuta il 14 dicembre 2004 a Washington DC.

Tali prese di posizione sono state contestate, sostenendo che allo stato attuale non esiste alcun approccio scientificamente rigoroso nel trattamento dell'omosessualità egodistonica volta a una "conversione" del soggetto, né risultati scientificamente validi: non vi sarebbe infatti alcuno studio che dimostri l'efficacia dei variegati approcci seguiti in passato.